# Episodi di Sick Note (prima stagione)
La prima stagione della serie televisiva Sick Note, composta da 6 episodi, è stata trasmessa nel Regno Unito su Sky One dal 7 novembre al 12 dicembre 2017.
In Italia è stata interamente distribuita su Netflix il 23 novembre 2018.
| n° | Titolo originale  | Titolo italiano   | Prima TV UK      | Pubblicazione Italia |
| -- | ----------------- | ----------------- | ---------------- | -------------------- |
| 1  | Queen of Hearts   | Regina di cuori   | 7 novembre 2017  | 23 novembre 2018     |
| 2  | Playing Ball      | Una palla         | 14 novembre 2017 | 23 novembre 2018     |
| 3  | Janina Kolkiewicz | Janina Kolkiewicz | 21 novembre 2017 | 23 novembre 2018     |
| 4  | The Golden Grain  | Il becchime d'oro | 28 novembre 2017 | 23 novembre 2018     |
| 5  | Airplane Mode     | Modalità aereo    | 5 dicembre 2017  | 23 novembre 2018     |
| 6  | Chicken Soup      | Zuppa di pollo    | 12 dicembre 2017 | 23 novembre 2018     |